# 科内利斯·西蒙·梅耶尔
科内利斯·西蒙·梅耶尔（荷蘭語：Cornelis Simon Meijer，1904年8月17日—1974年4月12日），荷兰数学家，曾在格罗宁根大学工作。他引入了一种涵盖非常广泛的特殊函数梅耶尔G-函数。许多初等函数以及一些著名的特殊函数都是这种函数的特例。他还引入了梅耶尔变换，一种拉普拉斯变换的推广。